# Hayat El Ghazi
Hayat El Ghazi (née en 1979) est une athlète marocaine, spécialisée dans le lancer du marteau.

## Biographie
Elle décroche deux médailles de bronze aux championnats d'Afrique de 2002 et de 2004. En 2006 elle est 2e, mais est contrôlée positive et écope de deux ans de suspension.

## Palmarès
| Date | Compétition            | Lieu        | Résultat | Marque  |
| ---- | ---------------------- | ----------- | -------- | ------- |
| 2002 | Championnats d'Afrique | Radès       | 3e       | 58,27 m |
| 2004 | Championnats d'Afrique | Brazzaville | 3e       | 57,67 m |
| 2004 | Jeux panarabes         | Alger       | 2e       | 56,96 m |
| 2009 | Championnats panarabes | Damas       | 2e       | 53,76 m |

### National
Championne du Maroc en 2001 et en 2002.

### Records
| Épreuve           | Performance  | Lieu  | Date            |
| ----------------- | ------------ | ----- | --------------- |
| Lancer du marteau | 63,20 m (NR) | Rabat | 24 juillet 2005 |